# Fürstenwald
Fürstenwald is een dorp van de gemeente Calden in het district Kassel-Land in Hessen. Fürstenwald ligt aan de Uerdinger Linie, in het traditionele Nederduitse gebied. Fürstenwald ligt tussen Ehrsten en Heckershausen.